# Long Live the New Flesh
Long Live the New Flesh – jedyne DVD w dyskografii EMF. Nagrane 15 grudnia 2012 na koncercie w Gloucester Guildhall. Zespół zagrał w całości albumy Schubert Dip (poza utworem Admit It) i Stigma oraz dwa nowe utwory - Only You oraz Elephant (nowy materiał pojawił się po raz pierwszy od ponad 10 lat). Wydawnictwo zawiera dwie płyty – DVD i Blue-Ray o tej samej zawartości.

## Lista utworów
1. Intro
2. Fan Q&A (wywiad z fanami)
3. Only You (próba dźwięku)
4. Children
5. Long Summer Days
6. When You're Mine
7. Travelling Not Running
8. I Believe
9. Unbelievable
10. Girl of an Age
11. Lies
12. Longtime
13. They're Here
14. Arizona
15. It's You
16. Never Know
17. Blue Highs
18. Inside
19. Getting Through
20. She Bleeds
21. Dog
22. The Light that Burns Twice as Bright
23. Elephant
24. EMF

## Skład
- James Atkin - wokal
- Ian Dench - gitara, chórki
- Mark DeCloedt - instrumenty perkusyjne
- Stevey Marsh - gitara basowa
- Derry Brownson - sampler
- Inżynieria dźwięku - Martin Walker
- Mastering - Kevin Metcalfe
- Produkcja i miksowanie - Matt Culpepper